# Krystyna Kuperberg
Krystyna Kuperberg (nacida Krystyna M. Trybulec, 17 de julio de 1944) es una matemática polaca-estadounidense, quien actualmente trabaja como profesora de matemática en la Universidad de Auburn y es exprofesora de Alumnos de matemática allí.
Sus padres, Jan W. y Barbara H. Trybulec, eran farmacéuticos y poseían una farmacia en Tarnów. Su hermano mayor es Andrzej Trybulec (Andrzej Trybulec). Su marido Włodzimierz Kuperberg y su hijo Greg Kuperberg son también matemáticos, mientras su hermana Anna Kuperberg es fotógrafa.
Después de asistir a la escuela media en Gdańsk, entró en la Universidad de Varsovia en 1962, donde estudió matemática. Su primer curso de matemática fue impartido por Andrzej Mostowski; después asistió a clases de topología de Karol Borsuk y se sintió fascinada por esa área.
Después de obtener su título de grado, Kuperberg comenzó los estudios de postgrado en Varsovia bajo Borsuk, pero se detuvo después de ganar un grado de maestría. Dejó Polonia en 1969 con su familia para vivir en Suecia, y luego se mudaron a los Estados Unidos en 1972. Así terminó su doctorado en Filadelfia. En 1974, obtuvo su Ph.D. por la Universidad de Rice, bajo la supervisión de William Jaco. En el mismo año, tanto ella como su esposo fueron nombrados en la Facultad de Ciencias de la Universidad de Auburn.
En 1987 resolvió un problema de Bronisław Knaster acerca de la bihomogeneidad de topología continua. En la década de 1980 se interesó por puntos fijos y aspectos topológicos del sistema dinámico. En 1989, Kuperberg y Coke Reed resolvieron un problema planteado por Stan Ulam en el Libro escocés. La solución a ese problema llevó a su bien conocida obra de 1993 en la que construyó un contraejemplo suave a la conjetura de Seifert. Desde entonces ha continuado trabajando en sistemas dinámicos.
Sus conferencias principales incluyen una Conferencia Plenaria de la Sociedad Matemática Americana (AMS) en marzo de 1995, una Conferencia Plenaria de la Asociación Matemática de América (MAA) en enero de 1996 y un Congreso Internacional de Matemáticos (ICM) invitada a conferenciar en 1998.

## Honores

### Galardones
En 1995, Kuperberg recibió el Premio Alfred Jurzykowski de la Fundación Kościuszko.

### Membresías
En 2012, de la American Mathematical Society.

## Algunas publicaciones
- K. Kuperberg, A smooth counterexample to the Seifert conjecture, Ann. of Math. (2) 140 (1994) (3): 723–732.

- G. Kuperberg, K. Kuperberg, Generalized counterexamples to the Seifert conjecture,  Ann. of Math. (2)  143  (1996) Nº 3: 547–576.